# Буяння
«Буя́ння» — літературний часопис. Вийшов один номер у Кам'янці-Подільському (1921, насправді побачив світ у березні 1922). Редактор Варфоломій Кириленко.
Вміщено твори Івана Кулика, Івана Дніпровського, Михайла Драй-Хмари, фольклористичні публікації Миколи Грінченка.
1992 побачив світ єдиний випуск ще одного «Буяння» — літературно-художнього альманаху Кам'янець-Подільського літературно-мистецького осередку. В знак продовження традиції журналу «Буяння» (1921) на обкладинці альманаху зазначено число 1(2). У альманасі вміщено вірші Людмили Машталер, Олесі Григорчук, Василя Левицького, Світлани Лук'янової, Івана Кизими, Ірини Луньової, Ельвіри Амінової, пісні Клавдії Грубляк, переклади Ірини Моселіані, Аркадія Браеску, прозу Віталія Мацька, Ігоря Данилова, спогади Інни Педи-Кравченко, фольклорні записи Тамари Сис, мистецтвознавчу розвідку Наталії Суслової, вірші зі спадщини Михайла Головіна. Вступна стаття Віталія Мацька.